# Chính sách ngoại giao của Trung Quốc
Cộng hòa Nhân dân Trung Hoa là một nhà nước cộng sản lên nắm quyền vào năm 1949 sau một cuộc nội chiến. Quốc gia này trở thành một đại cường quốc vào những năm 1980 và ngày nay có dân số lớn nhất thế giới và GDP lớn thứ hai (sau Mỹ). Vào những năm 1950-1953, Trung Quốc đã chiến đấu trong một cuộc chiến không tuyên chiến ở bán đảo Triều Tiên chống lại Hoa Kỳ. Cho đến cuối những năm 1950, Trung Quốc đã liên minh với Liên Xô nhưng đến năm 1960, họ bắt đầu một cuộc đua với chính LIên Xô nhằm kiểm soát phong trào Cộng sản địa phương ở nhiều nước. Sau đó Trung Quốc đã bắt tay với Hoa Kỳ vào năm 1972. Sau khi Mao Trạch Đông qua đời năm 1976, Đặng Tiểu Bình đã lãnh đạo một quá trình công nghiệp hóa khổng lồ và nhấn mạnh việc quan hệ thương mại với thế giới. Nền kinh tế Trung Quốc tăng trưởng rất nhanh khiến nó tăng dần sức mạnh và tham vọng. Kể từ khi Tập Cận Bình đảm nhận chức Tổng Bí thư Đảng Cộng sản Trung Quốc năm 2012, Trung Quốc đã mở rộng tham vọng chính sách đối ngoại trên phạm vi toàn cầu, đặc biệt chú trọng đến Biển Hoa Đông. Trung Quốc đang đầu tư mạnh vào cơ sở hạ tầng toàn cầu, với lý do mong muốn hội nhập kinh tế. Nó cũng đang đầu tư vào các vị trí chiến lược để đảm bảo lợi ích thương mại và an ninh của mình. Nó gọi các chương trình này là " Một vành đai, Một con đường " và " Con đường tơ lụa trên biển ", được coi là một phần trong mục tiêu tự cung tự cấp.
Kể từ năm 2017, nước này đã tham gia vào cuộc chiến thương mại quy mô lớn với Hoa Kỳ. Nó cũng đang thách thức sự thống trị của Mỹ ở Thái Bình Dương và Ấn Độ Dương, mở rộng các nỗ lực ngoại giao và hải quân. Một phần trong số này là chiến lược Chuỗi ngọc trai đảm bảo các vị trí chiến lược ở Ấn Độ Dương và eo biển Malacca.

## Mục tiêu dài hạn
Nhà khoa học chính trị Dmitry Shlapentokh lập luận rằng Tập Cận Bình và các lãnh đạo cao nhất của Trung Quốc đang phát triển các kế hoạch chiếm ưu thế toàn cầu dựa trên sức mạnh kinh tế đang phát triển nhanh chóng. Khung tư tưởng là sự pha trộn chuyên biệt của chủ nghĩa Mác - Lênin, cùng với các yêu sách lịch sử trước năm 1800 của Trung Quốc đối với sự thống trị thế giới. Chính sách thương mại của Trung Quốc và thúc đẩy truy cập vào các tài nguyên thiên nhiên thiết yếu, như khí đốt, được khớp nối theo các phương pháp tư tưởng này. Bắc Kinh cân bằng cả hai mục tiêu kinh tế thuần túy với các chiến lược địa chính trị liên quan đến Hoa Kỳ, Nga và các cường quốc khác. Cân bằng hai cường quốc này mang lại cho Trung Quốc một lợi thế rõ ràng, vì chính phủ toàn trị của họ có thể lên kế hoạch cho các thế hệ và có thể thay đổi tiến trình bất kể mong muốn của cử tri hay các nhóm lợi ích được xác định rõ ràng, như trường hợp của phương Tây tư bản hiện đại.
Lowell Dittmer lập luận rằng để đối phó với mục tiêu thống trị Đông Á, Bắc Kinh phải đấu tranh với Hoa Kỳ, vốn là quốc gia có nhiều sức mạnh quân sự và kinh tế trong khu vực vì mối quan hệ chặt chẽ của Mỹ với Nhật Bản, Hàn Quốc, Đài Loan, Việt Nam, Úc và các nước khác.
Liên quan đến Trung Đông, nơi Hoa Kỳ đã nắm giữ một vị trí quan trọng, Trung Quốc đang di chuyển trong một quy mô nhỏ hơn nhiều. Các nhà phân tích cho rằng Bắc Kinh chưa sẵn sàng trở thành một lực lượng chính trong việc định hình chính trị khu vực.
Trung Quốc đã thể hiện sự quan tâm vừa phải đối với khu vực quần đảo Caribe trong những năm gần đây, nhưng gần như không có cùng quy mô như mối quan tâm của họ ở châu Á và châu Phi. Quốc gia này đã phát triển mối quan hệ với Cuba, Bahamas, Jamaica, Cộng hòa Dominican và Haiti, cũng như Colombia. Các quốc gia nhỏ này đã không thay đổi đáng kể vào năm 2019 vì chính sách đối ngoại hoặc đối nội của họ vì mối liên kết kinh tế mới với Trung Quốc. Tuy nhiên, chính phủ chú ý nhiều hơn đến quan điểm của Bắc Kinh. Mặt khác, sự thúc đẩy của Trung Quốc vào vùng biển Caribbe đang ngày càng phẫn nộ bởi Hoa Kỳ và sự leo thang hơn nữa giữa hai cường quốc là một khả năng trong khu vực này.

## Tình trạng của Đài Loan
Trung Quốc coi khu vực Đài Loan do Trung Hoa Dân Quốc quản lý là một phần lãnh thổ có chủ quyền bất khả xâm phạm. Theo quan điểm của Trung Quốc, Đài Loan là một ly, tỉnh ly khai phải được thống nhất, bằng vũ lực nếu cần thiết. Trung Quốc nỗ lực cho các nước từng công nhận Đài Loan để chuyển sự công nhận của họ sang Cộng hòa Nhân dân Trung Hoa. Điều này đã buộc Đài Loan phải nỗ lực hết sức để duy trì các mối quan hệ ngoại giao còn tồn tại, đặc biệt là với các quốc gia công nhận Trung Hoa Dân Quốc là một "Trung Quốc".
Trung Quốc đã thông qua Luật chống ly khai gây tranh cãi cho phép sử dụng lực lượng quân sự trong trường hợp hoạt động ly khai đơn phương của Chính phủ Đài Loan,

## Biển Đông
Trung Quốc đã thực hiện các yêu sách lãnh thổ của mình ở Biển Đông đang còn tranh chấp với tuyên bố Đường chín đoạn. Yêu cầu của nước này đang bị tranh chấp bởi các quốc gia khác. Khu vực tranh chấp ở Biển Đông bao gồm quần đảo Hoàng Sa,  quần đảo Trường Sa,   và nhiều khu vực khác bao gồm quần đảo Pratas, bãi Macclesfield và bãi cạn Scarborough. Yêu cầu này bao gồm khu vực cải tạo đất của Trung Quốc được gọi là " Vạn lý trường thành cát ".
Hải quân Hoa Kỳ đã tiến hành các hoạt động hàng hải khẳng định vị thế của mình rằng một số vùng biển mà Trung Quốc tuyên bố là vùng biển quốc tế.
Vào ngày 12 tháng 7 năm 2016, một hội đồng trọng tài được thành lập theo Phụ lục VII của Công ước Liên Hợp Quốc về Luật Biển 1982 đã phán quyết rằng Trung Quốc không có cơ sở pháp lý để tuyên bố "quyền lịch sử" trong đường chín đoạn của mình trong vụ kiện do Philippines đưa ra. Toà án đánh giá rằng không có bằng chứng nào cho thấy Trung Quốc trong lịch sử đã thực hiện quyền kiểm soát độc quyền đối với vùng biển hoặc tài nguyên trong Đường Chín đoạn.
Phán quyết đã bị cả Đài Loan và Trung Quốc bác bỏ. Cộng hòa Nhân dân Trung Hoa và Cộng hòa Trung Quốc (Đài Loan) tuyên bố rằng họ không công nhận tòa án trên và khẳng định rằng vấn đề cần được giải quyết thông qua các cuộc đàm phán song phương với các bên yêu sách khác. Tuy nhiên, tòa án không phán quyết về quyền sở hữu các đảo hoặc phân định ranh giới trên biển.
Các học giả đã thăm dò các động lực của Trung Quốc và kỳ vọng dài hạn. Một cách tiếp cận là so sánh các xu hướng trong các cuộc đàm phán Bộ quy tắc ứng xử đa phương giữa năm 1992 và 2016. Nhìn chung, vấn đề chủ quyền liên quan đến vùng biển bị tranh cãi không còn là mối quan tâm chính vì ba lý do: sự không nhất quán của các yêu sách chính thức của Trung Quốc theo thời gian, sức mạnh thương lượng của Trung Quốc tăng lên và tầm quan trọng của tiên đề về chủ quyền được bảo vệ kể từ thời Đặng Tiểu Bình.

## Kinh tế
Bắc Kinh đã khuyến khích và giúp tài chính cho các công ty Trung Quốc phát triển lợi ích to lớn ở nước ngoài kể từ năm 2000. Các tập đoàn lớn hơn của Mỹ và châu Âu có những rào cản mạnh mẽ trên các thị trường lớn, vì vậy các công ty Trung Quốc tập trung vào các khu vực có rủi ro chính trị cao, chẳng hạn như Myanmar. Chính phủ cộng sản ở Bắc Kinh đã ngày càng can thiệp để bảo đảm các lợi ích kinh doanh ở nước ngoài này. Các doanh nhân Trung Quốc được khuyến khích nuôi dưỡng các tổ chức xã hội tại các thị trường trọng điểm. Trong trường hợp của Myanmar, Trung Quốc đang đối đầu với một vị trí được thiết lập tốt hơn nhiều của Ấn Độ.